# Eliška Sonntagová
Eliška Sonntagová (* 26. července 2001) je česká fotbalistka, která hraje na pozici záložníka.

## Kariéra

### Klubová kariéra
S fotbalem začínala v žákovských týmech Slovanu Liberec odkud přešla do mládežnických kategorií ve Spartě. V září 2018 debutovala v české ženské lize. V únoru roku 2019 podepsala ve Spartě profesionální smlouvu. Ve své první sezóně mezi ženami získala se Spartou double, protože vyhrály českou ligu i pohár.

### Reprezentace
V letech 2015–2019 reprezentovala ve všech mládežnických kategoriích, ve kterých nastoupila do 44 utkání a vstřelila v nich 3 góly. Zúčastnila se i Mistrovství Evropy ve fotbale žen do 17 let. Od roku 2019 hraje také za dospělou ženskou reprezentaci. K březnu 2020 nastoupila k sedmi utkáním.

### Ocenění
- Talent roku 2019 v českém ženském fotbale.[5]